# Rolls-Royce (бронеавтомобиль)

Rolls Royce в боевых действиях, 1918 год.

Rolls-Royce Armoured Car — пулемётный бронеавтомобиль вооружённых сил Великобритании.
Разработан в 1914 году фирмой Rolls-Royce с использованием базы легендарного легкового автомобиля Rolls-Royce 40/50 «Silver Ghost». В период с 1914 по 1918 год выпущено 120 экземпляров бронеавтомобиля. Широко применялся Британской армией в боях Первой мировой войны. По окончании войны подвергся ряду модернизаций и оставался на вооружении Британской армии до 1944 года, приняв участие в боях начального периода Второй мировой войны и являясь, таким образом, «долгожителем» в ряду бронеавтомобилей, разработанных в период Первой мировой войны. Помимо Великобритании, бронеавтомобили «Rolls-Royce» состояли на вооружении армий Ирландии и Польши. Ряд экспертов склонны считать «Rolls-Royce» наиболее удачным британским бронеавтомобилем периода Первой мировой войны.

## История создания
С началом Первой мировой войны прежде вялотекущие процессы автомобилизации армий воюющих государств резко активизировались. Правда, на начальной стадии вооружённого конфликта о бронемашинах речи не было, и автомобили использовались главным образом в качестве транспорта в тыловых перевозках. В августе 1914 года лейтенант бельгийской армии Шарль Анкар, занимавший должность офицера для особых поручений при Генеральном штабе армии, решил использовать свой весьма недешёвый личный автомобиль «Minerva» для разведки и связи. Однако, дабы не подвергать себя опасности, он приказал забронировать свой автомобиль. Вскоре бронеавтомобиль заметили в штабе, и ещё через месяц в мастерских Кокериля в Обокене было забронировано несколько «Минерв», которые отправились на фронт.
В первых же боях «Минервы», использовавшиеся силами Антанты на Западном фронте, зарекомендовали себя весьма недурно. В немалой степени этому способствовал маневренный характер боевых действий начального периода войны. Удачные действия бельгийских бронеавтомобилей вызвали неподдельный интерес британских военных, и уже в сентябре 1914 года авиационная служба Королевских ВМС (англ. Royal Navy Air Service, RNAS), структурно подчинённая Британскому Адмиралтейству, озаботилась созданием аналогичных боевых машин.
Надо сказать, что кое-какие бронеавтомобили у Британской армии к тому моменту уже были. Ещё в августе 1914 года командир одного из звеньев RNAS Чарльз Р. Сэмсон вооружил несколько автомобилей пулемётами «Максим» для борьбы с авиацией немцев. Впоследствии после ряда операций (в ходе одной из которых Сэмсон получил по челюсти бутылкой имбирного пива, брошенной в его машину горожанином и разбившей ветровое стекло), эти машины получили импровизированную броню из 6-мм котлового железа. Однако тут собственные средства у Сэмсона закончились, и он направил в Адмиралтейство запрос на постройку ещё нескольких машин, чтобы обеспечить надёжность ПВО в секторе города Дюнкерк. Адмиралтейство в ответ пообещало предоставить порядка 50 бронемашин, которые постепенно, по мере сборки, отправлялись на континент.
Что же касается собственного проекта RNAS, то для его создания было решено использовать базу легкового автомобиля Rolls-Royce 40/50 «Silver Ghost», легендарного «Серебряного призрака», зарекомендовавшего себя в качестве высоконадёжной машины и к тому же производившегося в больших количествах. На шасси устанавливался клёпаный корпус с толщиной брони 8 — 9 мм, в кормовой части которого разместили боевое отделение с открытой сверху цилиндрической башней кругового вращения с установленной в ней 7,7-мм тяжёлым пулемётом «Виккерс».
Первые три бронеавтомобиля «Rolls-Royce» прибыли на континент 3 декабря 1914 года.

## Служба и боевое применение

### В Британской армии
В Британской армии «Роллс-Ройсы» использовались на Западном фронте во время Первой мировой войны и в ходе Войны за независимость Ирландии. Позже их модернизировали, и «Роллс-Ройсы» оставались на вооружении Британской армии вплоть до 1944 года.

### В армиях других государств

#### Ирландия
Первые бронеавтомобили «Rolls-Royce» появились в Ирландии в 1916 году в составе британских войск, прибывших из метрополии для подавления Пасхального восстания в Дублине. Всего в распоряжении британцев имелось пять «Роллс-Ройсов», активно применявшихся в городских боях. Два из них на момент начала войны за независимость Ирландии находились в исправном состоянии и применялись британцами в боях.

## Машина в массовой культуре
Данная модель броневика появляется в фильме «Лоуренс Аравийский».